# Henri Reyntjens
Henri Norbert Reyntjens (Ruien, 12 november 1807 - Kortrijk, 30 juli 1885) was een Belgisch notaris en politicus voor de Liberale Partij.

## Levensloop
Reyntjens was de zesde van de negen kinderen van brouwer Jean-Baptiste Reyntjens (1773-1848) en van Jeanne Dumortier. Hij trouwde met Mathilde Delevingne. Ze kregen twee zoons, zonder verdere nakomelingen. Hij werd notaris in Deinze (1837-1850) en in Kortrijk (1850-1869).
In 1848 werd hij verkozen tot liberaal volksvertegenwoordiger voor het arrondissement Gent en vervulde dit mandaat tot in 1852. In Kortrijk werd hij nog gemeenteraadslid van 1858 tot 1863.